# Задворье (Львовская область)
Задворье (укр. Задвір'я, пол. Zadwórze) — село в Красненской поселковой общине Золочевского района Львовской области Украины. Расположено вблизи речки Ярычевки (Ракитной), притока Полтвы на расстоянии 30 км от областного центра г. Львова, в 20 км от города Буска и в 2 км от железнодорожной станции Задворье на линии Львов — Красное (Красне) — Тернополь и Львов — Броды.
Село Задворье расположено в лесостепной зоне. Климат умеренный, господствующие ветры — северо-западные. Площадь населенного пункта — 386,2 га. Население — 1736 человек.

## История

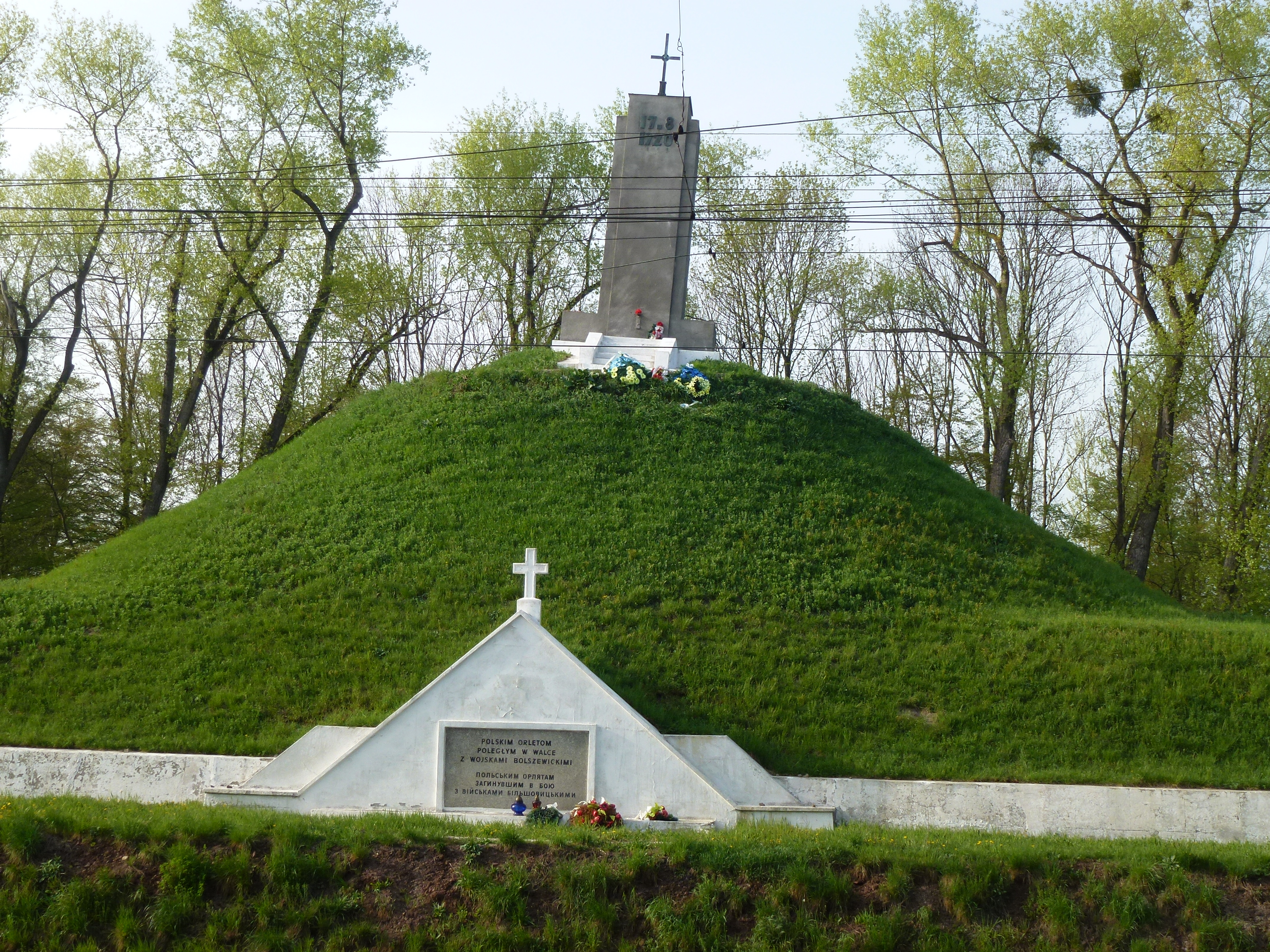
Памятник жертвам битвы при Задворье

Первое упоминание о Задворье относится к 1451 году. Существует версия происхождения названия села. Размещено оно было за двором (помещичьим имением) — отсюда и Задворье. В 1696 г. Задворье вместе с Полоничами, как известно из архивных документов, принадлежало львовскому стольнику Якову Озге.
В августе 1920 г. на окраине села у железнодорожной станции произошла одна из битв Польско-советской войны. Здесь группа львовских поляков-добровольцев под командованием капитана Болеслава Зайончковского задержала наступление 1-й Конной армии Будённого на Львов. Большинство защитников погибло (318 человек). Часть из них похоронена в братской могиле в Задворье, часть — на Мемориале львовских орлят на Лычаковском кладбище. На месте, где произошел бой с отрядом польских войск, ранее был установлен памятник С. М. Буденному.
Во время немецкой оккупации в селе действовала подпольная группа «Визволення Вітчизни» (рус. Освобождение Отчизны).

## Достопримечательности

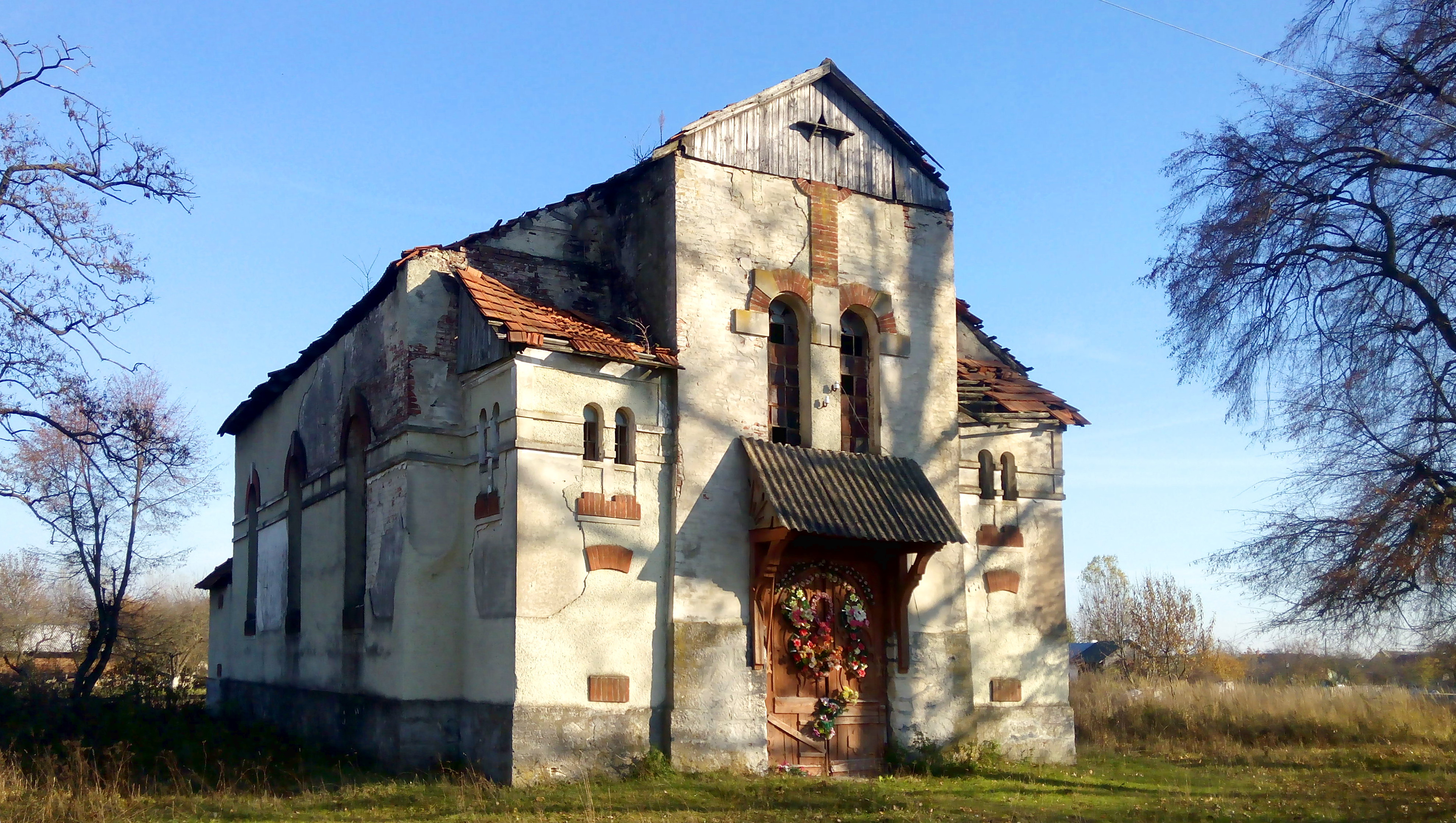
Часовня

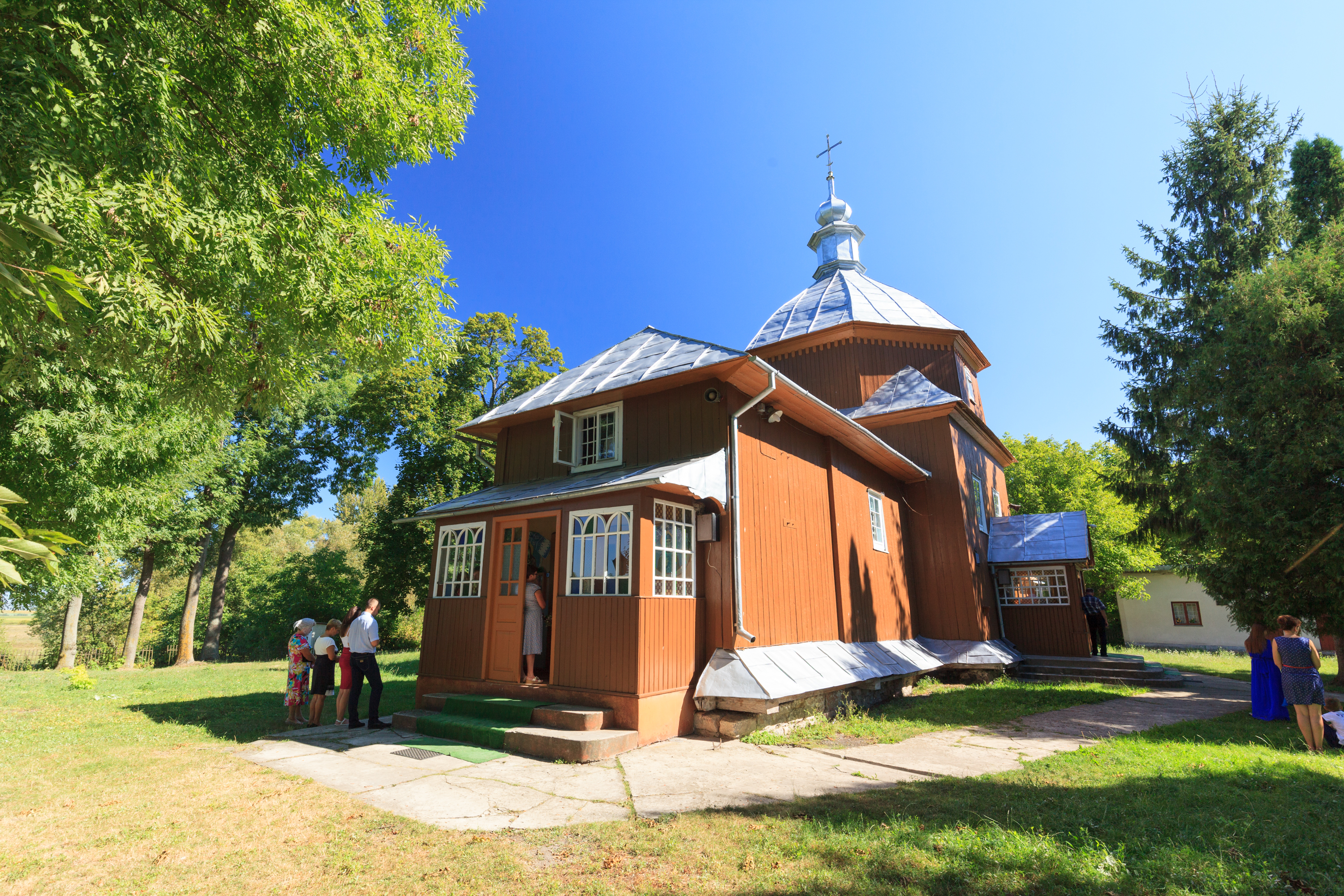
Церковь Собора Пресвятой Богородицы (1803—1808 г.)